# Янгильский сельсовет
Янгильский сельсовет (баш.  Йәнгел ауыл Советы) (до 2004 года Янгельский сельсовет) — муниципальное образование в Абзелиловском районе Республики Башкортостан России. Согласно Закону о границах, статусе и административных центрах муниципальных образований в Республике Башкортостан имеет статус сельского поселения.

## История
Закон Республики Башкортостан от 17 декабря 2004 г. № 125-з «Об изменениях в административно-территориальном устройстве Республики Башкортостан, изменениях границ и преобразованиях муниципальных образований в Республике Башкортостан», ст. 2 «Изменения границ и преобразования муниципальных образований в Республике Башкортостан», п.2 гласит:

Статья 2.
2. Изменить наименования следующих муниципальных образований:
1) по Абзелиловскому району:
«Янгельский сельсовет» на «Янгильский сельсовет»;

## Население
| 1968  | 2002  | 2009  | 2010  | 2012  | 2013  | 2014  |
| ----- | ----- | ----- | ----- | ----- | ----- | ----- |
| 2425  | ↗2974 | ↘2943 | ↗3198 | ↗3221 | ↗3233 | ↘3199 |
| 2015  | 2016  | 2017  |       |       |       |       |
| ↘3143 | ↘3080 | ↘3064 |       |       |       |       |

## Состав сельского поселения
| № | Населённый пункт | Тип населённого пункта       | Население |
| - | ---------------- | ---------------------------- | --------- |
| 1 | Янгельское       | село, административный центр | ↗1332     |
| 2 | Атавды           | деревня                      | ↗614      |
| 3 | Таштуй           | деревня                      | ↗491      |
| 4 | Авняш            | деревня                      | ↗399      |
| 5 | Первомайский     | деревня                      | ↗362      |